# Herz über Kopf (Seifenoper)
Herz über Kopf (kurz: HüK) ist eine deutsche Seifenoper. Sie wurde vom 26. August 2019 bis zum 7. Februar 2020 montags bis freitags im Nachmittagsprogramm des deutschen Privatsenders RTL gesendet.
Am 12. Dezember 2019 wurde bekannt, dass die Serie aufgrund schlechter Quoten eingestellt wird. Die letzte Folge lief am 7. Februar 2020.

## Handlung
Die Serie dreht sich vor allem um Menschen, die aufeinander treffen, und eine Achterbahn der Gefühle durchleben. Dabei soll die Handlung real wirken, damit sich die Zuschauer mit den Personen identifizieren können.

## Besetzung

### Hauptdarsteller
| Darsteller            | Rollenname              | Folgen | Jahr(e)   | Bemerkungen |
| --------------------- | ----------------------- | ------ | --------- | --- |
| Mandy Neidig          | Kathi Bender            | 1–113  | 2019–2020 | Kosmetikerin Mutter von Marie und Kai; Tochter von Bernd; Ehefrau von Manuel; Ex-Freundin von Robert                                                       |
| Sarah Mangione        | Sonja Richter           | 1–113  | 2019–2020 | Servicekraft im Cafe Capo Tochter von Bernd; Schwester von Kathi; Tante von Marie und Kai; Tochter von Bernd; Ehefrau von Patrick; Ex-Affäre von Sebastian |
| Sarah Buchholzer      | Marie Bender            | 1–113  | 2019–2020 | Schülerin Tochter von Kathi und Manuel; Schwester von Kai; Enkelin von Bernd; Nichte von Sonja; Freundin von Kevin; beste Freundin von Lisa                |
| Alexander Vukomanovic | Kai Bender              | 1–113  | 2019–2020 | Schüler Sohn von Kathi und Manuel; Bruder von Marie; Enkel von Bernd; Neffe von Sonja                                                                      |
| Daniel Sellier        | Manuel Bender           | 1–113  | 2019–2020 | Ehemann von Kathi; Vater von Marie und Kai; Bester Freund von Itchy                                                                                        |
| Mario Pokatzky        | Bernd Richter           | 1–113  | 2019–2020 | Campingplatzwart Vater von Kathi und Sonja; Großvater von Marie und Kai                                                                                    |
| Felix Maximilian      | Robert Gerlach †        | 1–113  | 2019–2020 | Kriminaloberkommissar Sohn von Achim; Bruder von Melanie; Ex-Affäre von Viktoria und Kathi; wird von Simon erschossen.                                     |
| Roberto Thoenelt      | Simon Jäckel            | 1–113  | 2019–2020 | Kriminalhauptkommissar; Mörder von Achim und Robert; wird verhaftet                                                                                        |
| Claudia Hein          | Viktoria Hagen          | 2–113  | 2019–2020 | Staatsanwältin Mutter von Kevin; Ex-Affäre von Robert; Schwester von Hannah                                                                                |
| Robert Ritter         | Patrick Engels          | 3–113  | 2019–2020 | Eigentümer des Cafés Capo Vater von Sebastian; Ehemann von Sonja                                                                                           |
| Marie Noé             | Melanie „Melli“ Gerlach | 7–113  | 2019–2020 | Tochter von Achim; Schwester von Robert; Ex-Freundin von Steve                                                                                             |
| Jeffy Jacobson        | Sebastian Engels        | 27–113 | 2019–2020 | Geschäftsführer im Cafe Capo Ex-Affäre von Sonja; Sohn von Patrick; Freund von Sonja; Ehemann von Julia Engels                                             |

### Nebendarsteller
| Darsteller         | Rollenname           | Folgen | Jahr(e)   | Bemerkungen                                                    |
| ------------------ | -------------------- | ------ | --------- | -------------------------------------------------------------- |
| Tanja Tischewitsch | Gina Bartel          | 1–112  | 2019–2020 | Kosmetikerin beste Freundin von Sonja; Ex-Affäre von Sebastian |
| Selina Heller      | Lisa Rathmann        | 3–110  | 2019–2020 | Beste Freundin von Marie                                       |
| Tobias Schäfer     | Kevin Jäger          | 5–113  | 2019–2020 | Sohn von Viktoria; Freund von Marie                            |
| Hakan Orbeyi       | Ismail „Itchy“ Bulut | 6–112  | 2019–2020 | Bester Freund von Manuel                                       |
| Olivia Augustinski | Renate Kastell       |        | 2019–2020 |                                                                |
| Mareike Eisenstein | Doris Fitz           |        | 2019–2020 |                                                                |

## Hintergrund
Im Januar 2019 wurde die Schwesterfirma von Filmpool, TFS – The Fiction Syndicate GmbH gegründet. Noch während RTL mit Freundinnen – Jetzt erst recht versuchte, neben Unter uns eine weitere Nachmittags-Seifenoper zu etablieren, wurde bekannt, dass der Sender mit filmpool entertainment bereits an einem neuen Projekt arbeitet. Gleichzeitig wurde der Drehstart und der Name der neuen Soap bekanntgegeben.
Am 12. Dezember 2019 wurde bekannt, dass die Serie mit der 113. Folge im Februar 2020 abgesetzt wird. Die Dreharbeiten wurden bereits am 30. November 2019 beendet. Ursprünglich waren 180 Episoden der Serie geplant.